# Yitzchak Avidov
Yitzchak Avidov, jusqu'en 1945 Pascha Reichman(n) (né en 1917 en Pologne, mort en 2005 en Israël) est un résistant juif au nazisme. Après la fin de la Seconde Guerre mondiale, il est chef adjoint de l'organisation secrète Nakam. Plus tard, il est membre de la Haganah, de l'Armée de défense d'Israël puis occupe un poste de direction au Mossad.

## Biographie
Reichman combat en tant que partisan en Ukraine pendant plusieurs années contre les occupants allemands. Plus tard, avec sa femme Dora Avidov (née Dora Goldreich, née en 1915 en Pologne, morte en 2007 en Israël), il aide les Juifs à fuir l'Europe de l'Est vers la Palestine sous mandat britannique. Après la Seconde Guerre mondiale, il est membre de Nakam et le bras droit d'Abba Kovner, qu'il rencontre en décembre 1944 dans Lublin libérée. Leur plan conçu conjointement pour venger les millions de Juifs assassinés pendant la Shoah et pour assassiner des millions d'Allemands en retour, échoue lorsque Kovner est arrêté par les services de renseignement britanniques lors de sa tentative de retour en Europe en 1945 et emprisonné en Égypte.
Reichman, en tant qu'adjoint de Kovner, lance le plan B, l'empoisonnement d'anciens membres SS. Les Alliés ont interné environ 12 000 hommes SS dans le camp de prisonniers de guerre SS de Langwasser, près de Nuremberg. Dans la nuit du 13 avril 1946, les membres du Nakam parviennent à s'introduire dans une grande boulangerie de Nuremberg et répandent de l'arsenic sur 3 000 miches de pain. Le pain est livré le 15 avril 1946. La procédure est répétée dans la nuit du 18 au 19 avril 1946 avec du pain empoisonné pour le camp de 10 500 prisonniers de guerre SS d'Auerbach-Bernreuth. Il annule la même opération à Dachau, craignant que les Américains aient découvert l'opération. Des milliers de détenus du camp tombent gravement malades. On ignore s'il y eut des morts, et si oui combien précisément. L'affaire ne fut jamais portée devant les tribunaux. Le parquet de Nuremberg abandonne l'enquête en 2000 en raison de circonstances exceptionnelles.
De retour en Palestine, Pacha Reichman change son nom en Yitzchak Avidov et devient membre de la Haganah et plus tard des Forces de défense israéliennes. Plus récemment, il occupe un poste de direction au Mossad.